# Harlekijnbladroller
De harlekijnbladroller (Lobesia reliquana) is een vlinder uit de familie bladrollers (Tortricidae). De wetenschappelijke naam is voor het eerst geldig gepubliceerd in 1825 door Hübner. L. reliquana heeft een spanwijdte van 12-14 mm

## Verspreiding
De soort komt voor in bosrijk gebied in heel Europa, de larven voeden zich vooral op de nieuwe scheuten en gesponnen bladeren van eiken (Quercus), maar ook berk (Betula) en sleedoorn (Prunus spinosa). 

## Vliegtijd
De volwassen vlinders vliegen in Mei of Juni op zonnige dagen, zowel in de vroege ochtend, 's middags,  als in de avond.